# Abborrtjärnen (Hällesjö socken, Jämtland, 697730-151961)
Abborrtjärnen är en sjö i Bräcke kommun i Jämtland och ingår i Ljungans huvudavrinningsområde.